# ナヤ・リヴェラ
ナヤ・リヴェラ（Naya Rivera、1987年1月12日 - 2020年7月8日）はアメリカ合衆国の元女優、歌手である。テレビドラマ『glee/グリー』のサンタナ・ロペス役で知られている。

## 来歴
プエルト・リコ系の父ジョージとアフリカ系アメリカ人とドイツ系の血を引く母ヨランドの間に生まれる。弟のマイカル・リヴェラは、2013-2014年シーズンから5シーズン、NFLでプレーしたプロフットボール選手。
カリフォルニア州サンタクラリタのヴァレンシア地区で育つ。モデルを目指していた母の影響で生後9ヶ月にはモデルエージェンシーに所属し、以降子役としてテレビのCMやドラマに出演。
本格的な芸能界デビューは1991年エディ・マーフィプロデュースによるシットコム"The Royal Family" 。その後幾つかのドラマに端役で出演するが、中々大きな役がもらえず一時期はテレホンアポインター、ベビーシッター、アバクロの店員として働いた経験もある。
2009年、ようやく『glee/グリー』のサンタナ・ロペス役に抜擢され注目される。

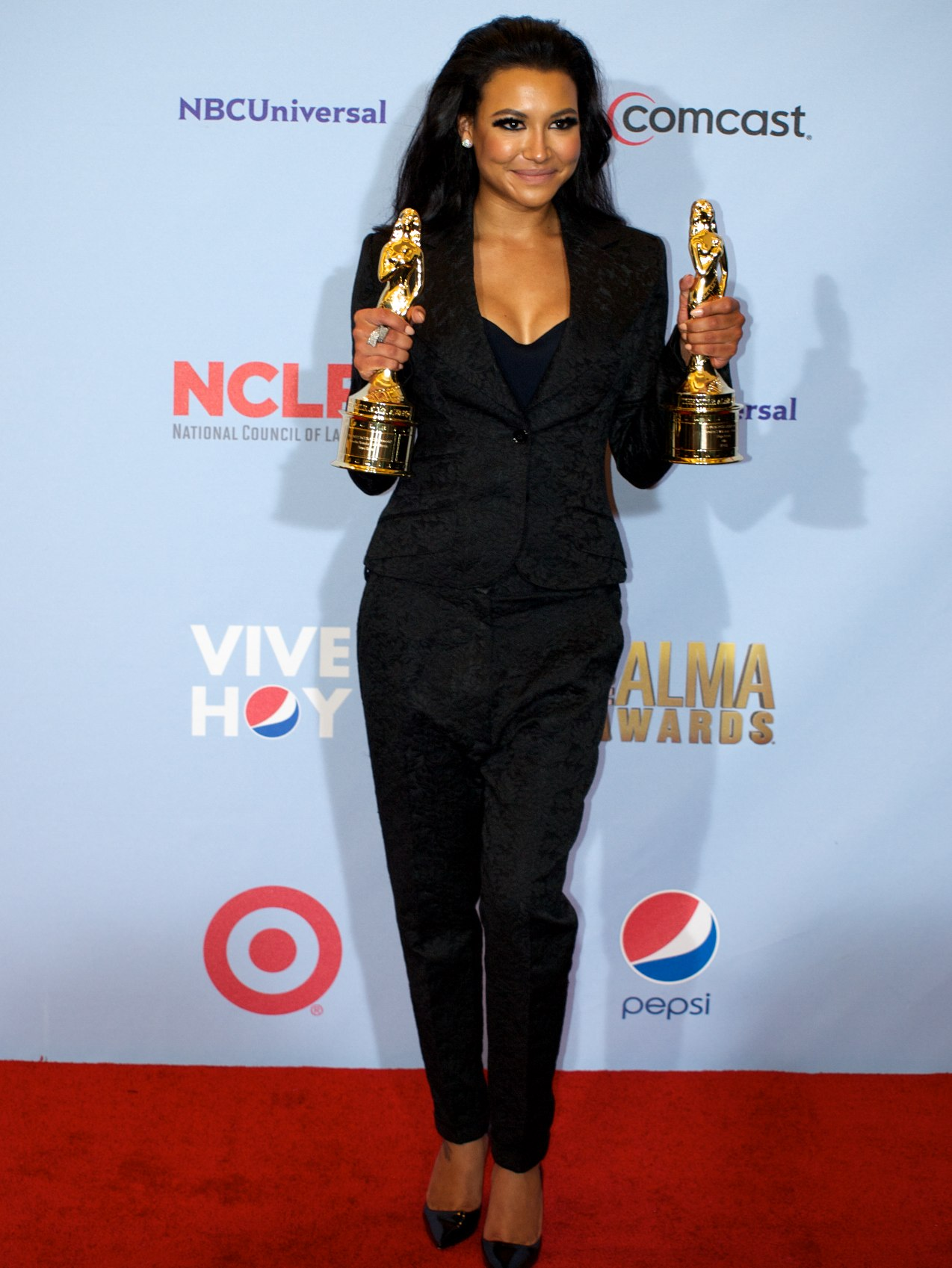
2012年ALMA賞で最優秀女性音楽アーティストを獲得

2011年5月コロンビアレコードと契約。2013年、当時恋人だったビッグ・ショーンをフィーチャリングしたシングルを発表。

### 不慮の死
2020年7月8日、4歳の息子と一緒にカリフォルニア州ベンチュラ郡のピルー湖へ出かけ、ボートを借りて湖に出たが、返却時間になっても戻らずスタッフが探しに行ったところ、息子だけを乗せたボートを残したまま行方不明となった。息子は母親は泳いでいったがいつまでも戻らなかったと話した。保安局はリヴェラが溺れた可能性があるとして、ヘリコプターやドローン、ダイビングチームによる捜索を開始。しかし、ピルー湖は視界が悪い上に水中には多くの植物が生えていて絡まりやすく、ダイバーたちにとても危険であるために捜索が難航していた。
その5日後、湖の北東の湖面に遺体が浮いているのを発見され、ベンチュラ郡警察は他に捜索願が出ていないことからそれがリヴェラのものである可能性が高いと発表。その後、検死により遺体がリヴェラ本人のものであると確認された。33歳没。遺体には他殺や自殺の痕跡がないことから、レスキューチームは事件性がないものとしている。
事故の起こった湖は長年に渡って溺死事故が発生しており、遊泳には危険であるという標識を求める請願があったが、許可されたままであったという。事故当時、湖は水流も風も強くなっており、ボートも繋がれていなかった。リヴェラは湖の中を泳いでいたところ息子が乗ったボートが強風で流され、それを追っているうちに力尽きて溺れてしまったのではないかと見られる。また、息子はリヴェラが背後から押し上げてボートに乗せてくれたが、振り返ると彼女が水中に消えてしまったと捜査官に話しており、息子を助けるのに最期の一息を使ったと推定されている。

## 私生活
『glee/グリー』で親友役のヘザー・モリスとは実生活でも親友。15歳から曲作りを始め、音楽が一番情熱を傾けられる趣味としている。好きな食べ物は寿司とメキシコ料理。
2014年7月に俳優のライアン・ドーシーと結婚。2015年2月には第1子の妊娠を公表し、9月17日に男児を出産。 2018年6月14日、ライアン・ドーシーとの正式な離婚を発表。

## ディスコグラフィ

### シングル
| 年   | タイトル                         | アルバム |
| ---- | -------------------------------- | -------- |
| 2013 | "Sorry" (feat. ビッグ・ショーン) | TBA      |